# Matheus van Foix-Comminges
Matheus van Foix-Comminges ook bekend als Matheus van Grailly (circa 1389 - december 1453) was van 1419 tot 1443 graaf iure uxoris van Comminges. Hij behoorde tot het huis Foix.

## Levensloop
Matheus was een zoon van Captal de Buch Archimbald van Grailly en Isabella van Foix-Castelbon, gravin van Foix en burggravin van Béarn, Marsan en Castelbon. 
Vermoedelijk werd hij net als zijn oudere broer Jan I opgevoed aan het Frans koninklijk hof in Parijs. In 1413 werd hij tot ridder geslagen, waarna hij toetrad tot de entourage van hertog Jan zonder Vrees van Bourgondië. Voor zijn loyaliteit kreeg Matheus van koning Karel VI van Frankrijk, in alliantie met Jans zoon Filips de Goede, het burggraafschap Narbonne toegewezen. Hij kon echter niet de controle over Narbonne verwerven, omdat het bezet werd door dauphin Karel, die in oorlog was met zijn vader en Filips de Goede. 
Op 14 juli 1419 huwde hij met gravin Margaretha van Comminges (1363-1443), die meer dan twintig jaar ouder dan hem was. Margaretha was een autoritaire vrouw die haar tweede echtgenoot Jan II van Armagnac, burggraaf van Fézensaguet, in de gevangenis had laten vermoorden. Omdat Matheus niet hetzelfde lot wilde ondergaan, liet hij Margaretha enkele maanden later opsluiten in het kasteel van Bramevacque en bestuurde hij het graafschap Comminges alleen.
In het spoor van zijn broer keerde Matheus zich af van het Bourgondische kamp en werd hij een bondgenoot van koning Karel VII van Frankrijk, in wiens dienst hij van 1426 tot 1428 gouverneur van de Dauphiné was. Na het overlijden van zijn broer Jan I in 1436, werd hij regent voor diens minderjarige zoon Gaston IV. In 1439 kocht hij Rodrigo de Villandrando en diens troepen om zodat zij het graafschap Foix zouden verlaten, waar zij verwoestingen hadden aangericht.
Ondertussen eiste de ontevreden bevolking van Comminges bij Karel VII de terugkeer van hun gravin Margaretha. Karel VII vroeg aan Matheus om Margaretha vrij te laten, maar hij weigerde en liet zijn echtgenote overbrengen naar Foix. Nadat hij zich opnieuw bij de Bourgondische zijde had vervoegd, werd hij in 1440 benoemd tot ridder in de Orde van het Gulden Vlies. Om die reden plaatste Karel VII het graafschap Comminges onder de voogdij van graaf Jan IV van Armagnac en in 1441 brak er oorlog uit tussen Foix en Armagnac, die in 1442 werd onderbroken door een militaire campagne tegen de Engelsen. Na de campagne beval koning Karel VII in januari 1443 opnieuw de vrijlating van Margaretha. Matheus werd gedwongen om toe te geven en op 9 maart werd zijn echtgenote terug vrijgelaten. Kort daarna stierf Margaretha, waarna het graafschap Comminges door de Franse kroon werd geannexeerd. 
Op 27 april 1446 huwde Matheus met zijn tweede echtgenote Catharina van Coarraze (1431-na 1453), dochter van baron Raymond Arnold II van Aspet en Coarraze. Ze kregen drie dochters:
- Johanna, huwde in 1460 met graaf Jan van Carmain
- Margaretha, huwde in 1471 met Antoine de Bonneval, gouverneur van Limousin
- Johanna

Daarnaast had hij met Ismène van Betsagna twee buitenechtelijke kinderen:
- Jan, bisschop van Dax en Comminges
- Catharina, huwde met Jean de Castel-Verdun, heer van Caumont

In 1449 nam hij aan de zijde van zijn neef Gaston IV deel aan het beleg van Mauléon. Vier jaar later, in 1453, stierf Matheus.